# Анжервил (Калвадос)
Анжервил (фр. Angerville) насеље је и општина у северној Француској у региону Доња Нормандија, у департману Калвадос која припада префектури Лисје.
По подацима из 2011. године у општини је живело 139 становника, а густина насељености је износила 35,55 становника/km². Општина се простире на површини од 3,91 km². Налази се на средњој надморској висини од 50 метара (максималној 120 m, а минималној 14 m).

## Демографија
| 1962. | 1968. | 1975. | 1982. | 1990. | 1999. | 2011. |
| ----- | ----- | ----- | ----- | ----- | ----- | ----- |
| 106   | 114   | 102   | 104   | 115   | 123   | 139   |

График промене броја становника у току последњих година